# Distrito Escolar de Beaverton

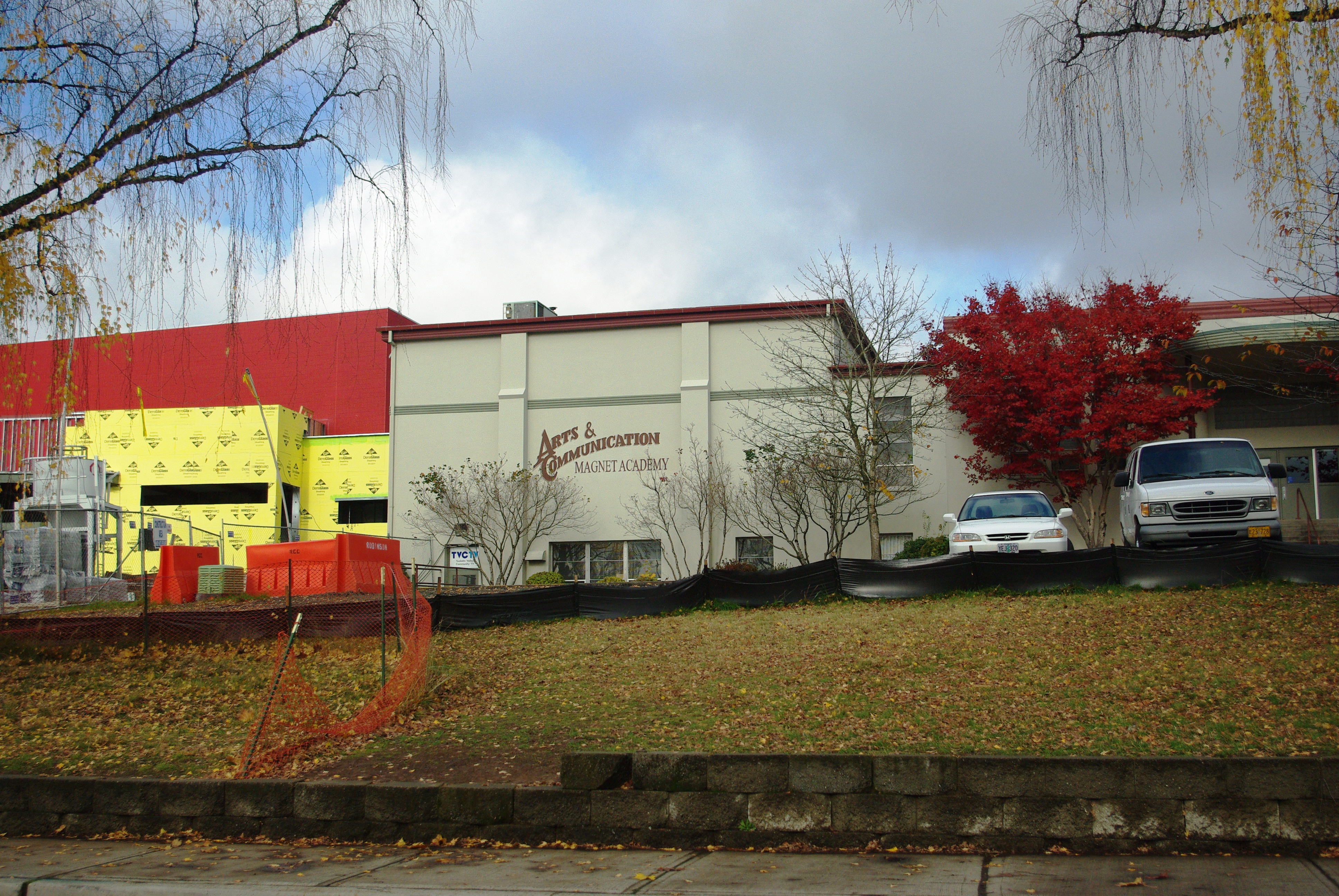
Gimnasio de la Academia Magnet de Artes y Comunicación - Beaverton, Oregón.

El Distrito Escolar de Beaverton (Beaverton School District) es un distrito escolar del Condado de Washington, Oregón, Estados Unidos. Tiene su sede en Beaverton.
El distrito tiene una superficie de 57 millas cuadradas. A partir de 2016, gestiona 51 escuelas (33 escuelas primarias, 8 escuelas medias, 5 escuelas preparatorias) y tiene 40.568 estudiantes (50% son minorías).